# Корнюшина, Елена Капитоновна
Елена Капитоновна Корнюшина — советский государственный деятель, председатель Калужского горисполкома (1944—1945).
Родилась в 1905 году.
Член ВКП(б)/КПСС.
С 1942 года работала заместителем председателя Калужского горисполкома.
С июня 1944 по сентябрь 1945 года председатель Калужского горисполкома.
В 1956—1957 гг. первый директор школы-интерната № 1 г. Калуги.
В последние годы жила в Москве. Умерла в начале 1990-х гг.